# My Dear Secretary
My Dear Secretary ist ein US-amerikanischer Spielfilm aus dem Jahre 1948. Regie führte Charles Martin, der auch das Drehbuch schrieb. In den Hauptrollen sind Laraine Day, Kirk Douglas und Keenan Wynn zu sehen.

## Handlung
Der erfolgreiche Schriftsteller Owen Waterbury trifft bei einem Vortrag Stephanie Gaylord, genannt Steve, und will sie als seine Sekretärin einstellen. Weil sie selbst Schriftstellerin werden möchte und Waterburys Bücher sehr schätzt, nimmt sie das Angebot an. Owen erweist sich aber als recht unzuverlässig. Er wechselt häufig seine Sekretärinnen. Außerdem verspielt er lieber mit seinem Freund Ronnie seine Vorschüsse für neue Bücher auf der Pferderennbahn oder in Las Vegas als die Bücher zu schreiben. Bald will Steve kündigen. Daraufhin bittet Owen sie in sein Strandhaus, diktiert ihr dort aber nicht seinen neuen Roman, sondern eine Art Liebesbrief in Romanform. Als er sie am Ende küssen will, wehrt sie sich aber und verlässt das Strandhaus.
Owen lässt Steve nun von einem Detektiv verfolgen. So kann er Ronnie und Elsie, Steves Vorgängerin, in einen Nachtclub einladen, den zufällig auch Steve mit ihrem ehemaligen Arbeitgeber Charles Harris besucht. Elsie, die mittlerweile bei Charles arbeitet, deutet an, dass die beiden heiraten werden. Nachdem er festgestellt hat, dass dies nicht der Fall ist, fordert Owen Steve zum Tanz auf und stellt ihr einen Heiratsantrag, den sie annimmt. Als klar wird, dass Owen trotz des großen Vorschusses schon wieder kein Geld mehr hat, beschließen die beiden, sich in die Berge zurückzuziehen damit Owen sein Buch schreiben kann. Steve wird das durchsetzen.
Vier Monate später ist Owens Buch fertig. Owens Verleger will es aber nicht veröffentlichen. Auch Steve hat ein Buch geschrieben, das Owen aber ignoriert hat. So bringt Steve die beiden Bücher zu Charles und bittet ihn um sein Urteil. Eines Abends, als Steve nicht da ist, ruft Charles an und erklärt Owen, dass er Steve dringend sprechen müsse. Owen wird eifersüchtig und beginnt mit der bald darauf nach Hause kommenden Steve einen heftigen Streit. Trotzdem geht Steve am nächsten Tag zu Charles. Dieser hat den Verleger McNally aus New York City zu Gast, der Steves Buch unbedingt veröffentlichen will, an dem von Owen jedoch nicht interessiert ist. Steve stimmt der Veröffentlichung nicht zu, da sie Owens Gefühle nicht verletzen will. Während Charles und McNally versuchen, Steve umzustimmen, erfährt Owen von dem Detektiv, dass Steve bei Charles ist. Er ruft sie dort an und es kommt erneut zu einem lautstarken Streit. Bald darauf kommt Steve in die Wohnung um ihre Sachen abzuholen. Nachdem sie weg ist will Owen Charles zur Rede stellen, erfährt aber, dass Charles und Elsie heiraten wollen. Elsie erzählt Owen, dass Steve ihre Karriere ihm zuliebe opfern wollte und gibt ihm Steves Buch. Er solle es lesen, dann habe er wirklich einen Grund, eifersüchtig zu sein.
Steves Buch ist ein voller Erfolg. Sie hat jetzt ein Appartement im gleichen Haus und einen Sekretär. Als Owen dies erfährt, stürmt er hinauf und schmeißt den Sekretär hinaus. Er gibt zu, dass Steve die bessere Schriftstellerin ist, auch wenn er das öffentlich abstreiten würde, meint aber der bessere Sekretär zu sein. Sie solle es mal mit ihm versuchen. Steve diktiert Owen, dass er einen Psychiater brauche, sie ihn aber immer noch liebe. Die beiden küssen sich.

## Hintergrund
My Dear Secretary wurde in schwarz-weiß von Anfang Mai bis Anfang Juni 1948 von der Produktionsfirma Cardinal Pictures der Brüder Harry M. Popkin und Leo C. Popkin gedreht. Ausstatter des Films war Rudi Feld.
Laut einem Bericht der Zeitschrift Modern Screen von Oktober 1948 gab es am Set erhebliche Auseinandersetzungen zwischen Harry M. Popkin und Laraine Day.

### Veröffentlichung
My Dear Secretary wurde am 5. November 1948 uraufgeführt. Vertrieben wurde der Film von United Artists. Eine deutschsprachige Version gab es nicht.
Die Veröffentlichung auf DVD erfolgte am 17. Oktober 2000.

## Kritiken
Die Kritiker sind unterschiedlicher Meinung in der Frage ob My Dear Secretary witzig sei. T. M. P. meinte in seiner Kritik in der New York Times, der Film sei nicht witzig. Er räumte allerdings ein, nicht sagen zu können, wie viel möglich gewesen wäre, wäre das Drehbuch nicht so dünn und so routiniert gewesen. Leonard Maltin dagegen findet den Film „unterhaltsam, wenn auch trivial“. Auch Craig Butler findet den Film ganz witzig. My Dear Secretary sieht er als einen Vorläufer der Komödien von Doris Day und Rock Hudson. Das Problem des Films sei, dass er eben diese beiden nicht als Darsteller habe. Laraine Day und Kirk Douglas seien nicht schlecht in ihren Rollen, aber sie würden einfach nicht so gut zu den Rollen passen.
Einig ist man sich über die Leistung von Keenan Wynn. Butler meint, Wynn habe ein besonderes Lob verdient und Maltin schreibt, er stehle die Show. Auch T. M. P. sieht die Komik auf Wynn konzentriert, dies könne den Film aber nicht retten.

## Nachwirkungen
My Dear Secretary war einer von sieben Kinofilmen, deren Rechte 1953 an den Fernsehsender WCBS-TV verkauft wurden. Mittlerweile ist der Film in den USA Public Domain.